# Alfred Henry Maurer

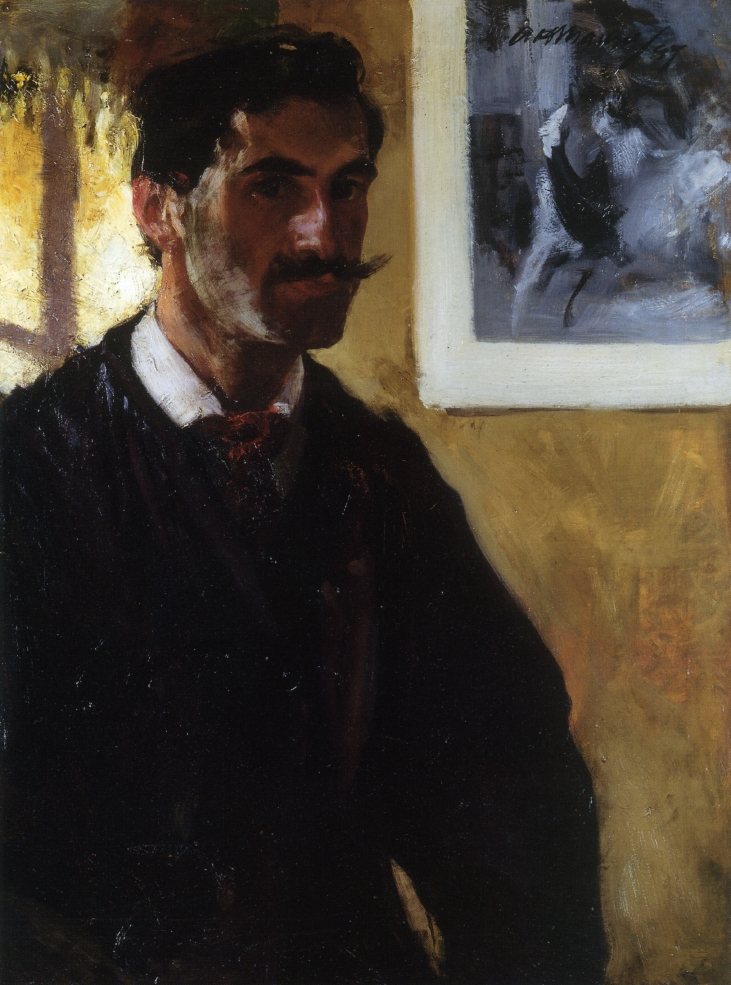
Alfred Henry Maurer: Selbstporträt, Öl auf Leinwand, 1897

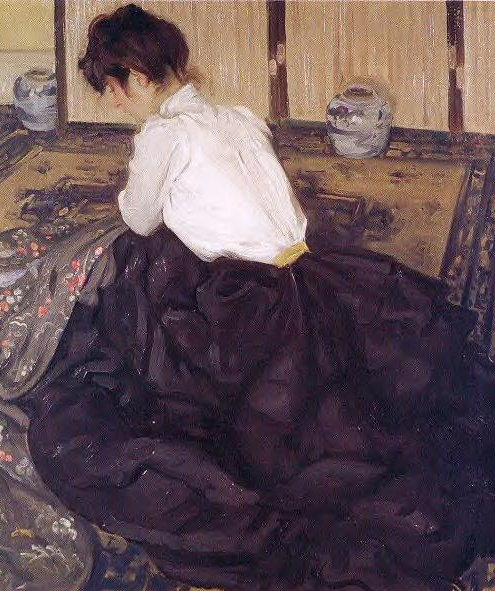
Alfred Henry Maurer: An Arrangement, Öl auf Karton, 1901

Alfred Henry Maurer (* 21. April 1868 in New York; † 4. August 1932 ebenda) war ein amerikanischer Maler. Er gilt als einer der ersten Künstler der amerikanischen Moderne. Sein umfangreiches und vielgestaltiges Werk reicht vom malerischen Realismus, über eine fauvistische und kubistische Phase unter deutlichem europäischen Einfluss, hin zu einer eigenständigen Bildsprache.

## Leben
Seine Eltern waren der deutschstämmige Lithographen Louis Maurer und dessen Ehefrau Louisa Stein.
Mit 16 Jahren beendete er die Schule, um in der renommierten New Yorker Kunstdruckerei Currier and Ives, bei der auch der Vater beschäftigt war, zu lernen. Nach Studien an der National Academy of Design, bei dem Bildhauer  John Quincy Adams Ward und dem Maler William Merritt Chase ging Maurer 1897 nach Paris, wo er die nächsten vier Jahre verbringen sollte. Er schloss sich den amerikanischen und französischen Künstlern an. Anfangs orientierte sich Maurer an der tradierten akademischen Malerei, betrieb Studien im Louvre und war, wie zahlreiche amerikanische Zeitgenossen, hauptsächlich von James McNeill Whistler beeinflusst. Maurers wohl bekanntestes Werk, An Arrangement von 1901, soll innerhalb weniger Stunden auf einem Stück Pappkarton entstanden sein. Die Komposition des Gemäldes orientiert sich an Whistler, die dekorativen Bildelemente sind vom damals aktuellen Japonismus beeinflusst. Das Gemälde gewann im selben Jahr den ersten Preis bei der Carnegie International Exhibition des Carnegie Museum of Art in Pittsburgh.
Kurzfristig zurück in New York stellte Maurer 1909 seine fauvistischen Landschaftsbilder zusammen mit dem Aquarellmaler John Marin in der avantgardistischen Galerie 291 von Alfred Stieglitz aus. 1913 folgte die Teilnahme an der epochalen Armory Show, bei der vier Gemälde von ihm gezeigt wurden. Maurer war mit zahlreichen namhaften amerikanischen Modernisten wie beispielsweise Arthur Garfield Dove, Marsden Hartley oder John Marin bekannt, die alle zum Umfeld von Stieglitz („Alfred Stieglitz Circle“) gehörten. Ab 1916 nahm er an zahlreichen Ausstellungen der Anderson Galleries und der Society of Independent Artists teil und wurde 1919 zu deren Vorsitzenden gewählt. In den 1920er Jahren verfolgte Maurer eine kubistische Bildsprache. Seine Frauenporträts aus der Zeit, Portrait of a Girl (1923), Two Sisters (ca. 1924) oder Two Woman (ca. 1926) erinnern stilistisch wiederum an Amedeo Modigliani. 
Bereits in Maurers frühem Werk sind die Einflüsse der europäischen Avantgarde deutlich sichtbar: In Paris änderte er ab 1906 kontinuierlich die Stilrichtungen und malte sowohl in realistischer, impressionistischer, kubistischer, wie in fauvistischer Manier, wobei er seine internationale Reputation riskierte. Zeitweise rezipierte er Paul Cézannes Stillleben, die den Übergang vom Post-Impressionismus zum Kubismus markierten. Mit dem Ausbruch des Ersten Weltkriegs ging Maurer endgültig zurück nach New York, wo er sich in das Haus seines Vaters zurückzog. Dort malte er in den folgenden 17 Jahren auf dem zum Atelier umgebauten Dachboden und entzog sich dabei langfristig der Öffentlichkeit. Schließlich – isoliert von jeglichen neuen künstlerischen Tendenzen – entwickelte er im Spätwerk eine eigene, vorwiegend monochrome kubistische Bildsprache, die allerdings, trotz seines Renommees als „avantgardistischer“ Künstler, weniger Beachtung fand. Erschwerend kam für Maurer hinzu, dass das Werk seines Vaters, mit dem er in einer Art „künstlerischer Konkurrenz“ stand und um dessen Anerkennung er sich lebenslang bemühte, neuentdeckt wurde und in Ausstellungen zeitweise mehr Beachtung fand.
Nur wenige Wochen nach dem Tod des Vaters, 1932, erhängte sich Maurer. Nach seinem Tod flossen Teile seines Werks in die Sammlungen des Memorial Hall Museum in Philadelphia, der Phillips Memorial Gallery in Washington, D.C., der Barnes Collection in Merion, Pennsylvania und des Whitney Museum of American Art in New York ein. Bereits 1924 hatte der Kunsthändler Erhard Weyhe den gesamten Fundus aus Maurers Studio erworben und den Künstler bis zu dessen Lebensende vertreten. Ein Großteil von Maurers Werk befindet sich in Privatbesitz.

## Werke

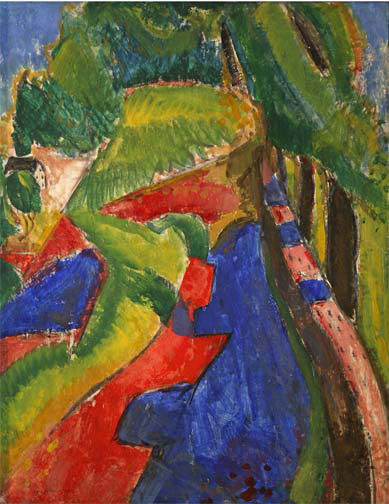
Fauve Landscape with Red and Blue, Öl auf Karton, ca. 1908
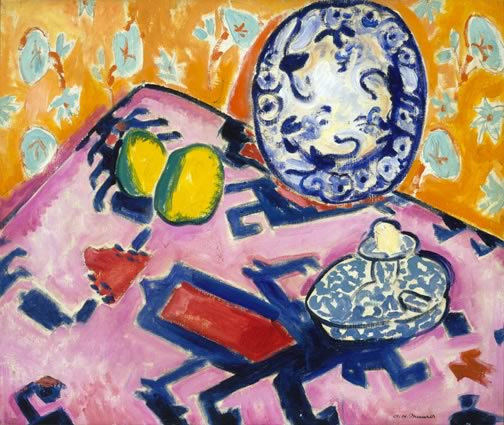
Fauve Still Life, Öl auf Leinwand, ca. 1908
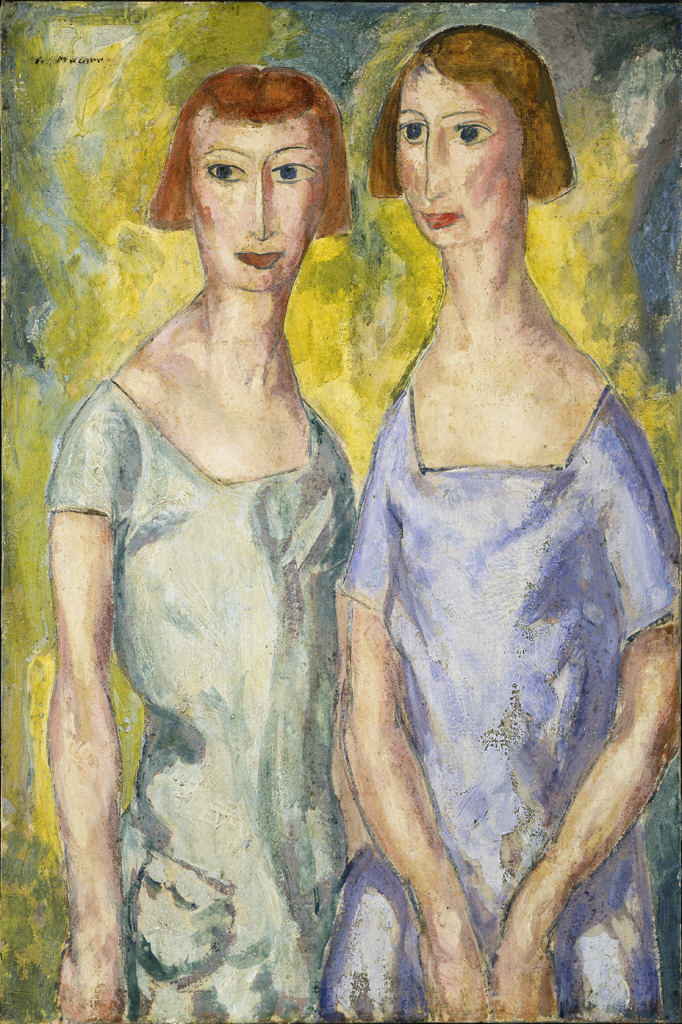
Two Sisters, Öl auf Leinwand, ca. 1924
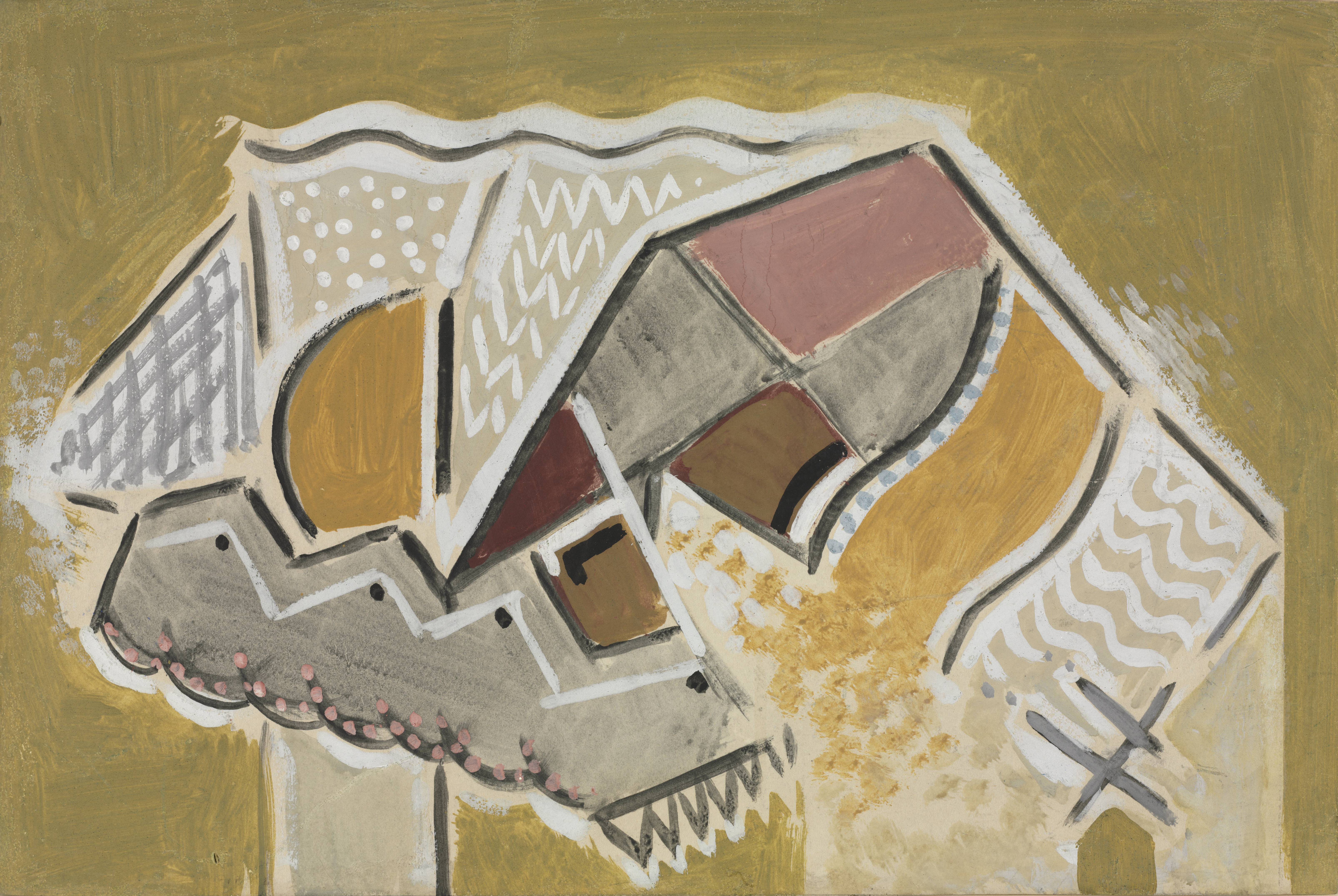
Tan Still Life, Öl auf Leinwand, ca. 1932